# Труль Рудольф Ернестович
Рудольф Ернестович Труль (нар. ? — пом.?) — український педагог, колезький радник.

## Життєпис

### Родина
Народився у німецькій дворянській родині.
Батько Ернст-Фрідріх (нім. Ernst Friedrich) Труль (нар. 1797, Ганновер — пом. 7 вересня1871, Рига) — титулярний радник, походив із сім'ї музиканта. 1822 року склав екзамен на фармацевта у Дерпті і став працювати помічником аптекаря в Олександрополі. З 1924 року тут же стає завідувачем аптеки, а 9 березня цього ж року одружується з вдовою Шарлотою Амалі Мередіг (до шлюбу Шмідт). З 1830 по 1838 рік очолює Головне військове аптекоуправління у Ризі. З 1839 принаймні по 1845 рік очолює Головне аптекоуправління у Києві та постачає медичні товари на увесь південь Росії та на Кавказ.
Брат Теокар (нім. Theokar) — титулярний радник, 1862 року молодший член оціночної комісії Самарського загону другого департаменту Міністерства державного майна.

### Освіта
За власний кошт закінчив фізико-математичний факультет Київського університету Святого Володимира і 5 липня 1850 року отримав звання дійсного студента.

### Трудова діяльність
9 березня 1852 року призначений зберігачем мінералогічного кабінету Київського університету Святого Володимира і працює на цій посаді у 1852—1857 навчальних роках у чині губернський секретар, у 1857—1860 навчальних роках — у чині колезький секретар, у 1860—1864 навчальних роках — у чині титулярний радник.
У 1865—1868 навчальних роках працює у місті Златопіль штатним наглядачем місцевого повітового дворянського училища, а 24 липня 1868 року призначається інспектором чоловічої прогімназії на яку перетворене училище і працює тут у 1868—1873 навчальних роках у чині надвірний радник, а у 1873—1876 навчальних роках — у чині колезький радник. Одночасно працює і начальником місцевої жіночої прогімназії.

### Нагороди
- Орден Святого Станіслава 2 ступеня з Імператорською короною (28 грудня 1873)[26].
- Медаль «У пам'ять війни 1853–1856» на Володимирській стрічці[26].

## Зазначення
1. ↑  Державний архів м. Києва. Формулярные списки служащих Университета Св. Владимира. Ф.16, оп. 465, спр. 4751, арк. 356зв [Архівовано 2017-06-19 у Wayback Machine.](рос. дореф.)
2. ↑  Адрес-Календарь. Общая Роспись начальствующих и прочих должностных лиц по всем управлениям в Империи, на 1862—1863 год. Часть 1 и 2. Ч. 1 С. 457 [Архівовано 13 січня 2017 у Wayback Machine.](рос. дореф.)
3. ↑  Адрес-Календарь. Общая Роспись всех чиновных особ в Государстве. 1852. Часть 1 и 2. Ч. 1 Р. II С. 185л [Архівовано 4 березня 2016 у Wayback Machine.](рос. дореф.)
4. ↑  Адрес-Календарь. Общая роспись всех чиновных особ в государстве 1853 год. (часть 1 и 2). Ч. 1 Р. II С. 187п [Архівовано 5 березня 2016 у Wayback Machine.](рос. дореф.)
5. ↑  Адрес-Календарь. Общая Роспись всех чиновных особ в государстве, 1854 год. Часть 1 и 2. Ч. 1 Р. II С. 190л [Архівовано 20 грудня 2016 у Wayback Machine.](рос. дореф.)
6. ↑  Адрес-Календарь. Общая Роспись всех чиновных особ в государстве. Часть 1 и 2. Ч. 1 Р. II С. 189л [Архівовано 20 грудня 2016 у Wayback Machine.](рос. дореф.)
7. ↑  Адрес-Календарь. Общая Роспись всех чиновных особ в государстве. Часть 1 и 2. Ч. 1 Р. II С. 184л [Архівовано 20 грудня 2016 у Wayback Machine.](рос. дореф.)
8. ↑  Адрес-Календарь. Общая Роспись всех чиновных особ в Государстве. 1857. Часть 1 и 2. Ч. 1 Р. II С. 181л [Архівовано 20 грудня 2016 у Wayback Machine.](рос. дореф.)
9. ↑  Адрес-Календарь. Общая роспись всех чиновных особ в государстве на 1858—1859 год., Часть 1 и 2. Ч. 1 Р. II С. 200п [Архівовано 16 січня 2017 у Wayback Machine.](рос. дореф.)
10. ↑  Адрес-Календарь. Общая Роспись всех чиновных особ в государстве на 1859 год. Часть 1 и 2. Ч. 1 С. 425 [Архівовано 20 грудня 2016 у Wayback Machine.](рос. дореф.)
11. ↑  Адрес-Календарь. Общая Роспись начальствующих и прочих должностных лиц на 1860-61 год. Ч. 1 С. 381 [Архівовано 16 січня 2017 у Wayback Machine.](рос. дореф.)
12. ↑  Адрес-Календарь. Общая Роспись начальствующих и прочих должностных лиц на 1861-62 год. Ч. 1 С. 353 [Архівовано 2 квітня 2015 у Wayback Machine.](рос. дореф.)
13. ↑  Адрес-Календарь. Общая Роспись начальствующих и прочих должностных лиц по всем управлениям в Империи, на 1862—1863 год. Часть 1 и 2. Ч. 1 С. 359 [Архівовано 13 січня 2017 у Wayback Machine.](рос. дореф.)
14. ↑  Адрес-календарь. Общая роспись начальствующих и прочих должностных лиц по всем управлениям в империи, и по главным управлениям в Царстве Польском и в Великом княжестве Финляндском на 1863—1864 год: Ч. 1-2. Ч. 1 С. 370 [Архівовано 2016-12-20 у Wayback Machine.](рос. дореф.)
15. ↑  Адрес-Календарь. Общая Роспись начальствующих и прочих должностных лиц на 1865-66 год. Ч. 1 С. 368 [Архівовано 20 грудня 2016 у Wayback Machine.](рос. дореф.)
16. ↑  Адрес-Календарь. Общая Роспись начальствующих и прочих должностных лиц на 1866-67 год. Ч. 1 С. 386 [Архівовано 20 грудня 2016 у Wayback Machine.](рос. дореф.)
17. ↑  Адрес-Календарь. Общая роспись начальствующих и прочих должностных лиц по всем управлениям в Российской Империи на 1868 год. Часть 1 и 2. Ч. 1 С. 421 [Архівовано 20 грудня 2016 у Wayback Machine.](рос. дореф.)
18. ↑  Адрес-Календарь. Общая роспись нанальствующих и прочих должностных лиц по всем управлениям в Российской Империи на 1869 год. Часть 1 и 2. Ч. 1 С. 427 [Архівовано 20 грудня 2016 у Wayback Machine.](рос. дореф.)
19. ↑  Адрес-Календарь. Общая Роспись начальствующих и прочих должностных лиц на 1870 год. Ч. 1 С. 546 [Архівовано 20 грудня 2016 у Wayback Machine.](рос. дореф.)
20. ↑  Адрес-Календарь. Общая Роспись начальствующих и прочих должностных лиц на 1871 год. Ч. 1 С. 458 [Архівовано 20 грудня 2016 у Wayback Machine.](рос. дореф.)
21. ↑  Адрес-Календарь. Общая Роспись начальствующих и прочих должностных лиц на 1872 год. Ч. 1 С. 414 [Архівовано 20 грудня 2016 у Wayback Machine.](рос. дореф.)
22. ↑  Адрес-Календарь. Общая Роспись начальствующих и прочих должностных лиц в Российской Империи на 1873 год. Часть 1 и 2. Ч. 1 С. 404 [Архівовано 20 грудня 2016 у Wayback Machine.](рос. дореф.)
23. ↑  Адрес-Календарь. Общая Роспись начальствующих и прочих должностных лиц в Российской Империи на 1874 год. Часть 1 и 2. Ч. 1 С. 409 [Архівовано 4 лютого 2017 у Wayback Machine.](рос. дореф.)
24. ↑  Адрес-Календарь. Общая Роспись начальствующих и прочих должностных лиц в Российской Империи на 1875 год. Часть 1 и 2. Ч. 1 С. 416 [Архівовано 4 лютого 2017 у Wayback Machine.](рос. дореф.)
25. ↑  Адрес-Календарь. Общая Роспись начальствующих и прочих должностных лиц в Российской Империи на 1876 год. Часть 1 и 2. Ч. 1 С.417 [Архівовано 2 квітня 2015 у Wayback Machine.](рос. дореф.)
26. 1 2  Список лицам, служащим по ведомству Министерства народного образования. 1874/5 учебный год. — СПб : Типография В. С. Балашева, 1874. — С. 153.(рос. дореф.)